# Karl Janowitsch Bauman
Karl Janowitsch Bauman (russisch Карл Янович Бауман; * 17. Augustjul. / 29. August 1892greg. im Bezirk Valmiera, Gouvernement Livland, Russisches Kaiserreich; † 14. Oktober 1937 in Moskau) war ein sowjetischer Politiker der Kommunistischen Allunions-Partei (Bolschewiki) (WKP (B)), der unter anderem zwischen 1929 und 1930 Kandidat des Politbüros der WKP (B) sowie von 1930 bis 1932 Mitglied des Sekretariats des Zentralkomitees (ZK) der WKP (B) war.

## Leben

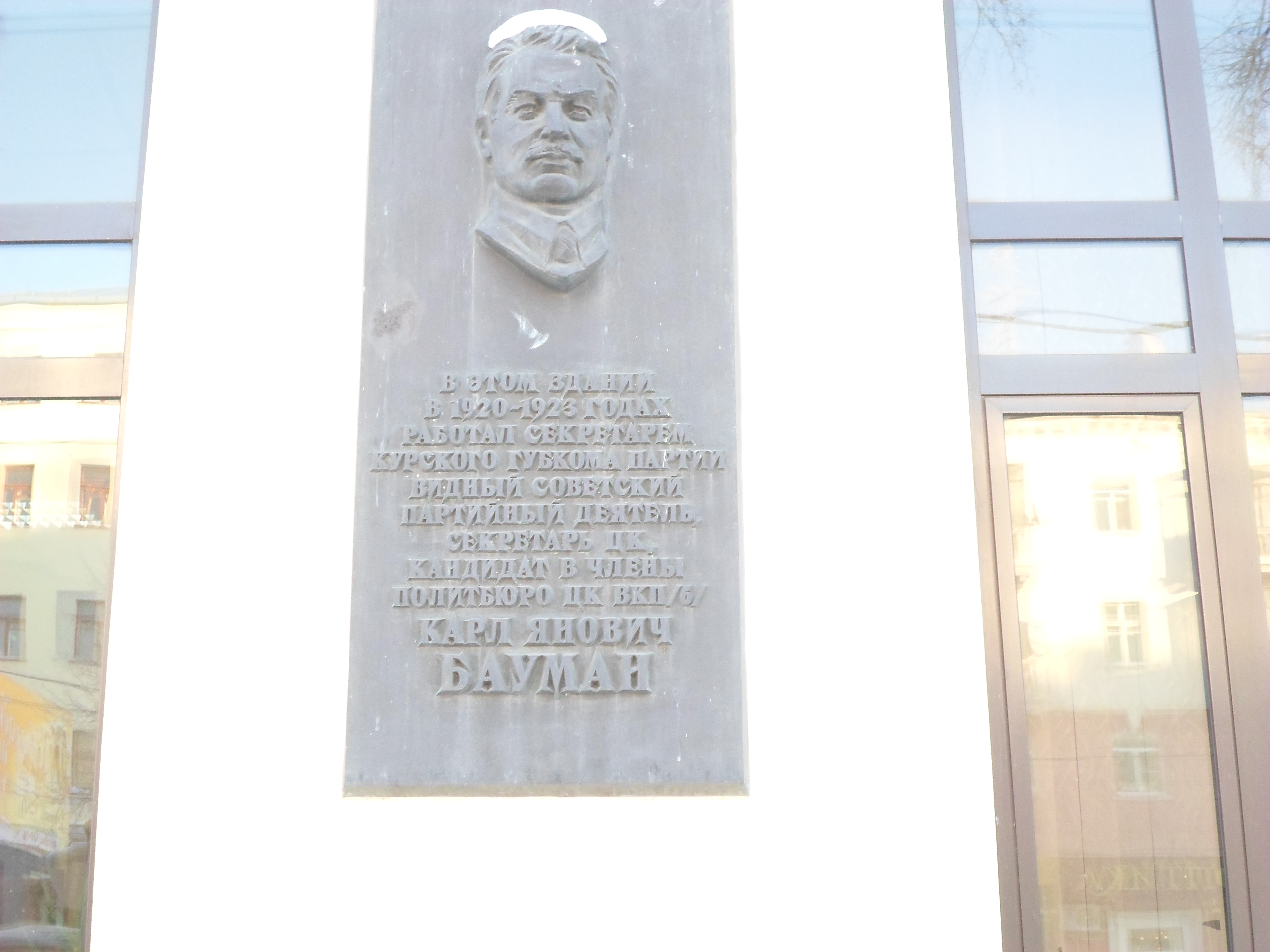
Gedenktafel für Karl Janowitsch Bauman in Kursk.

Karl Janowitsch Bauman, der aus eine Bauernfamilie stammte, trat bereits 1907 als Fünfzehnjähriger der damaligen Sozialdemokratischen Arbeiterpartei Russlands (SDAPR), die 1912 in Sozialdemokratische Arbeiterpartei Russlands (Bolschewiki) (SDAPR (B)) umbenannt wurde. Er war als Organisationssekretär der SDAPR (B) in Lemsal, Pskow, Kiew und Saratow tätig und 1916 Absolvent der Hochschule für Volkswirtschaft Kiew. 1917 nahm er in Kiew an der Oktoberrevolution und wurde im Dezember 1920 Sekretär des Regionalkomitees der Oblast Kursk der Kommunistischen Partei Russlands (Bolschewiki) (KPR (B)), die 1918 aus der SDAPR (B) hervorging. Er arbeitete zwischen 1923 und 1928 im Apparat des Zentralkomitees (ZK) der (KPR (B)). Auf dem XIV. Parteitag der WKP (B) (18. bis 31. Dezember 1925) wurde er erstmals Mitglied des Zentralkomitees (ZK) und in dieser Funktion zuletzt auf dem XVII. Parteitag der WKP (B) (26. Januar bis 10. Februar 1934) bestätigt.
Er fungierte zwischen dem 11. April 1928 und dem 29. April 1929 als Mitglied des Organisationsbüros des ZK (Orgbüro) und Kandidat des Sekretariats des ZK der Kommunistischen Allunions-Partei (Bolschewiki) (WKP (B)), die 1925 wiederum aus der (KPR (B)) hervorging. 1928 war er zudem noch für kurze Zeit Leiter der ZK-Abteilung für die Parteiarbeit in Dörfern und wurde im November 1928 Zweiter Sekretär des Regionalkomitees der KPR (B) der Oblast Moskau. Am 6. April 1929 übernahm er den neu geschaffenen Posten als Erster Sekretär des Regionalkomitees der KPR (B) der Oblast Moskau und übte diesen bis zu seiner Ablösung durch Lasar Moissejewitsch Kaganowitsch am 22. April 1930.
Am 29. April 1929 wurde Bauman auf einem ZK-Plenum Kandidat des Politbüros der WKP (B) und gehörte diesem Gremium bis zum 13. Juli 1930 an. Zugleich wurde er Mitglied des Sekretariats des ZK der WKP (B) und gehörte diesem Gremium nach seiner Bestätigung auf dem XVI. Parteitag der WKP (B) (25/26. Juni bis 13. Juli 1930) bis zum 2. Oktober 1932 an. Er war des Weiteren zeitweise Mitglied des Zentralen Exekutivkomitees der Sowjetunion. 1931 übernahm er als Nachfolger von Issaak Abramowitsch Selenski den Posten als Erster Sekretär des Zentralasienbüros des ZK der WKP (B) und behielt diesen bis zur Auflösung des Postens 1934. In den Jahren von 1934 bis 1937 war er Leiter der ZK-Abteilung für wissenschaftliche und technische Erfindungen und Entdeckungen und zugleich Leiter der ZK-Abteilung für Planung, Finanzen und Handel.
Karl Bauman wurde am 12. Oktober 1937 vom Innenministerium der UdSSR (NKWD) verhaftet, sofort schweren Schlägen ausgesetzt und zwei Tage nach seiner Verhaftung, am 14. Oktober 1937, im Lefortowo-Gefängnis getötet. In seinem Fall gibt es nur ein Dokument, eine Erklärung, die er am Tag seines Todes geschrieben hat, durchtränkt von Blut. Eine 1955 durchgeführte Inspektion ergab, dass er ohne Grund verhaftet wurde. Am 15. Juli 1955 wurde er von der Obersten Militärstaatsanwaltschaft rehabilitiert und wieder in die Partei aufgenommen.

## Hintergrundliteratur
- Semen F. Schdanowitsch: К. Бауман, (K. Bauman), 1967